# Metà
El metà és un hidrocarbur saturat, el més senzill de la sèrie dels alcans. La seva fórmula química és CH₄. Cadascun dels àtoms d'hidrogen s'uneix al carboni per mitjà d'un enllaç covalent. És una substància no polar que es presenta en forma de gas a temperatures i pressions ordinàries. És incolor i no gaire soluble en aigua en la seva fase líquida.
A la natura es produeix com a producte final de la descomposició anaeròbica de la matèria orgànica. Molts microorganismes anaeròbics el generen utilitzant el CO₂ com a acceptor final d'electrons.
Constitueix fins al 97% del gas natural. A les mines de carbó se l'anomena grisú i és molt perillós, ja que és fàcilment inflamable i explosiu.
El metà és un gas amb efecte d'hivernacle relativament potent que contribueix a l'escalfament global del planeta Terra, ja que té un potencial d'escalfament global de 23. Això significa que en una mitjana de temps de 100 anys cada kg de CH₄ escalfa la Terra 23 vegades més que la mateixa massa de CO₂, tanmateix hi ha aproximadament 220 vegades més diòxid de carboni a l'atmosfera de la Terra que metà per la qual cosa el metà contribueix de manera menys important a l'efecte d'hivernacle.
Si el metà es controla i no se'l deixa escapar a l'atmosfera, pot ser un gas útil per emmagatzemar energia neta en utilitzar, per exemple, l'electricitat excedentària de les aerogeneradores per produir metà, l'anomenada conversió d'electricitat en gas.

## Propietats
El metà és el component majoritari del gas natural, aproximadament un 97% en volum a temperatura ambient i pressió estàndard, el metà és un gas incolor i inodor. Com a mesura de seguretat s'hi afegeix un odorant, habitualment metanotiol o etanotiol. el metà té un punt de fusió de -183 °C. a una atmosfera i un punt d'ebullició de -161,5°C. Com a gas és només inflamable en un estret interval de concentracions a l'aire (5-15%). El metà líquid no és combustible.

### Riscos potencials sobre la salut
El metà no és tòxic. El seu principal perill per a la salut són les cremades que pot provocar si entra en ignició. És altament inflamable i pot formar barreges explosives amb l'aire. El metà reacciona violentament amb oxidants, halògens i alguns compostos halogenats. El metà és també un asfixiant i pot desplaçar l'oxigen en un espai tancat. L'asfixia pot sobrevindré si la concentració d'oxigen és reduïda per sota el 19,5% per desplaçament. Les concentracions a les quals es formen les barreges explosives o inflamables són molt més petites que les concentracions a les quals el risc d'asfíxia és significatiu. Si hi ha estructures construïdes al damunt o a prop d'abocadors, el meta després pot penetrar a l'interior dels edificis i exposar els ocupants a nivells significatius de metà. Alguns edificis tenen sistemes per sota els seus fonaments per capturar aquest gas i expulsar-lo de l'edifici. Un exemple d'aquest tipus de sistema es troba en l'edifici Dakin, Brisbane, Califòrnia.

## Reaccions
Les principals reaccions del metà són: combustió, reformació amb vapor (steam reforming) per donar gas de síntesi (syngas), i halogenació. En general, les reaccions del metà són dificultoses de controlar. Per exemple, l'oxidació parcials fins a metanol és difícil d'aconseguir; la reacció normalment segueix fins a donar diòxid de carboni i aigua.

### Combustió
En la combustió del metà hi ha involucrats una sèrie de passos:
Es creu que el metà reacciona en primer lloc amb l'oxigen per formar formaldehid (HCHO or H
2CO). Tot seguit el formaldehid es descompon en el radical formil, el qual a continuació dona monòxid de carboni i hidrogen. Aquest procés és conegut en el seu conjunt com piròlisi oxidativa.
CH
4 + O
2 → CO + H
2 + H
2O
Seguint la pirolisis oxidativa, l'H
2 s'oxida formant H
2O, reomplint les espècies actives i desprenent calor. Aquest procés és molt ràpid, sent la seva durada habitual inferior a un mil·lisegon.
2H
2 + O
2 →2H
2O
Finalment el CO s'oxida, formant CO
2 i alliberant més calor. Aquest procés és generalment més lent que la resta de passos, i requereix uns quants mil·lisegons per produir-se.
2CO + O
2 →2CO
2

### Reformació
La força de l'enllaç covalent carboni-hidrogen es troba entre els més forts de tots els hidrocarburs i, per tant, el seu ús com a primera matèria és limitat. Malgrat l'alta energia d'activació per trencar l'enllaç C-H, el metà es encara el principal material de partida per fabricar hidrogen mitjançant reformació amb vapor. La recerca de catalitzadors que puguin facilitar l'activació de l'enllaç C-H en el metà i altres alcans lleugers és una àrea d'investigació de gran importància industrial.

### Halogenació
El metà reacciona amb els halògens sota condicions adequades. La reacció té lloc de la següent manera.
CH
4 + X
2 → CH
3X + HX
A on X és un halogen: fluor (F), Clor (Cl), Brom (Br) i a vegades Iode (I). El mecanisme d'aquesta reacció és el d'halogenació per radicals lliures.

## Usos

### Combustible
Per a més informació de l'ús del metà com a combustible, consulteu: gas natural.
El metà és important per a la generació elèctrica, ja que s'empra com a combustible en les turbines de gas o en els generadors de vapor. Si bé el seu calor de combustió, d'uns 802 kJ/mol, és el més petit de tots els hidrocarburs, si es divideix per la seva massa molecular (16 g/mol) es troba que el metà, el més simple dels hidrocarburs, produeix més quantitat de calor per unitat de massa que altres hidrocarburs més complexos. En moltes ciutats, el metà es transporta en canonades fins a les cases per a ser emprat com a combustible per a la calefacció i per cuinar. En aquest context se l'anomena gas natural.

### Usos industrials
El metà és emprat en processos químics industrials i pot ser transportat com a líquid refrigerat (gas natural liquat, or GNL). Mentre que les fuites d'un contenidor refrigerat són inicialment més pesants que l'aire a causa de l'alta densitat del gas fred, a temperatura ambient el gas és més lleuger que l'aire. Els gasoductes transporten grans quantitats de gas natural, del qual el metà és el principal component.
A la indústria química, el metà és la primera matèria  elegida per a la producció d'hidrogen, metanol, àcid acètic i anhidre acètic. Quan s'empra per a produir qualsevol d'aquests productes químics, el metà es transforma primer en gas de síntesi, una barreja de monòxid de carboni i hidrogen, mitjançant reformació per vapor. En aquest procés, el metà i el vapor reaccionen amb l'ajuda d'un catalitzador de níquel a altes temperatures (700 -1100 °C)
CH
4+ H
2O → CO + 3H
2
La proporció de monòxid de carboni enfront de l'hidrogen pot ser ajustada mitjançant la reacció de desplaçament de gas d'aigua al valor desitjat.
CO + H
2O → CO
2+ H
2
Altres productes químics menys importants derivats del metà inclouen l'acetilè obtingut fent passar metà a través d'un arc elèctric, i els clorometans (clorometà, diclorometà, cloroform, y tetraclorur de carboni), produïts per mitjà de la recció del metà amb gas de clor. Tanmateix, l'ús d'aquests productes està disminuint, l'acetilè essent reemplaçat per substituts més econòmics i els clorometans degut a motius de salut i mediambientals.

## Metà a l'atmosfera de la Terra

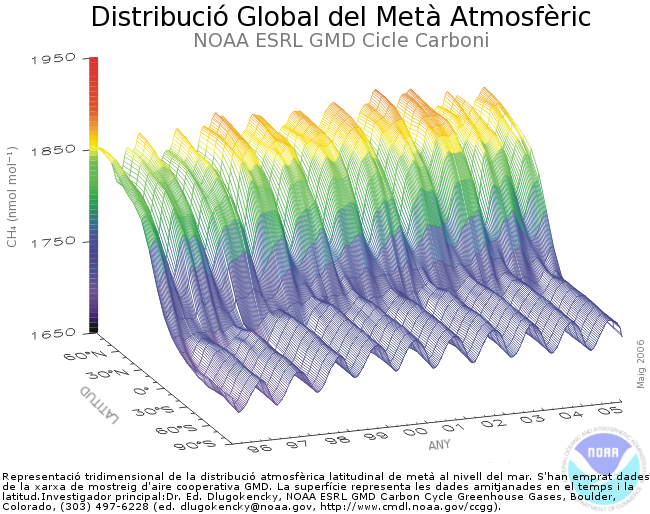
Gràfic concentració metà

El metà és un gas d'hivernacle molt important a l'atmosfera de la Terra amb un potencial d'escalfament de 23 per centenari. Això implica que l'emissió d'una tona de meta tindrà 23 vegades l'impacte de l'emissió d'una tona de diòxid de carboni durant els següents cent anys. El metà té un gran efecte per un breu període (aproximadament deu anys), mentre que el diòxid de carboni té un petit efecte per un període perllongat (sobre els cent anys). Degut a aquesta diferència en l'efecte i el període, el potencial d'escalfament global del metà en un termini de 20 anys és de 63. La concentració de metà s'ha incrementat un 150% des de 1750 i és responsable del 20% del forçament radiatiu total de tots els gasos hivernacles de llarga vida i distribució global.
La concentració mitjana de metà en la superfície de la terra l'any 1998 era de 1.745 ppmm. La seva concentració és més alta a l'hemisferi nord perquè la majoria de les fonts (naturals i antropogèniques) són més grans en aquell hemisferi. Les concentracions varien estacionalment amb un mínim a la fi de l'estiu.
El metà es forma prop de la superfície, i és transportat a l'estratosfera per l'aire ascendent dels tròpics. L'augment incontrolat de metà a l'atmosfera de la Terra és controlat naturalment —encara que la influència humana pot interferir en aquesta regulació— per la reacció del metà amb el radical hidroxil, una molècula formada per la reacció de l'oxigen atòmic amb l'aigua.
Al principi de la història de la Terra —aproximadament fa 3.500 milions d'anys— hi havia 1.000 vegades més metà a l'atmosfera que en l'actualitat. El metà primordial va ésser alliberat per l'activitat volcànica. Va ser durant aquesta època quan va aparèixer la vida a la Terra. Entre les primeres formes de vida es trobaven bacteris metanògenes que mitjançant l'hidrogen i el diòxid de carboni generaven metà i aigua.
L'oxigen no va ser un component majoritari de l'atmosfera fins que els organismes fotosintètics aparegueren més tard en la història de la Terra. Sense oxigen el meta podia romandre a l'atmosfera més temps i a més altres concentracions que en les actuals condicions.

### Emissions de metà
Houweling i cols. (1999) donen els següents valors per a les emissions de metà (Tg/a: teragrams per any):
| Origen                       | Emissió CH 4       | Emissió CH 4       | Emissió CH 4       |
| Origen                       | Massa (Tg/a)       | Tipus (%/a)        | Total (%/a)        |
| Emissions naturals           | Emissions naturals | Emissions naturals | Emissions naturals |
| ---------------------------- | ------------------ | ------------------ | ------------------ |
| Aiguamolls (incl. arrossars) | 225                | 83                 | 37                 |
| Tèrmits                      | 20                 | 7                  | 3                  |
| Oceà                         | 15                 | 6                  | 3                  |
| Hidrats                      | 10                 | 4                  | 2                  |
| Total Natural                | 270                | 100                | 45                 |
| Emissions antropogèniques    |                    |                    |                    |
| Energia                      | 110                | 33                 | 18                 |
| Abocadors                    | 40                 | 12                 | 7                  |
| Ruminants (boví)             | 115                | 35                 | 19                 |
| Tractament de deixalles      | 25                 | 8                  | 4                  |
| Crema de Biomassa            | 40                 | 12                 | 7                  |
| Total Antropogènic           | 330                | 100                | 55                 |
| Embornals                    |                    |                    |                    |
| Sòls                         | -30                | -5                 | -5                 |
| OH Troposfèric               | -510               | -88                | -85                |
| Pèrdua estratosfèrica        | -40                | -7                 | -7                 |
| Embornal Total               | -580               | -100               | -97                |
| Emissions + Embornals        |                    |                    |                    |
| Desequilibri (tendència)     | +20                | ~2.78 Tg/ppmm      | +7.19 ppmm/a       |

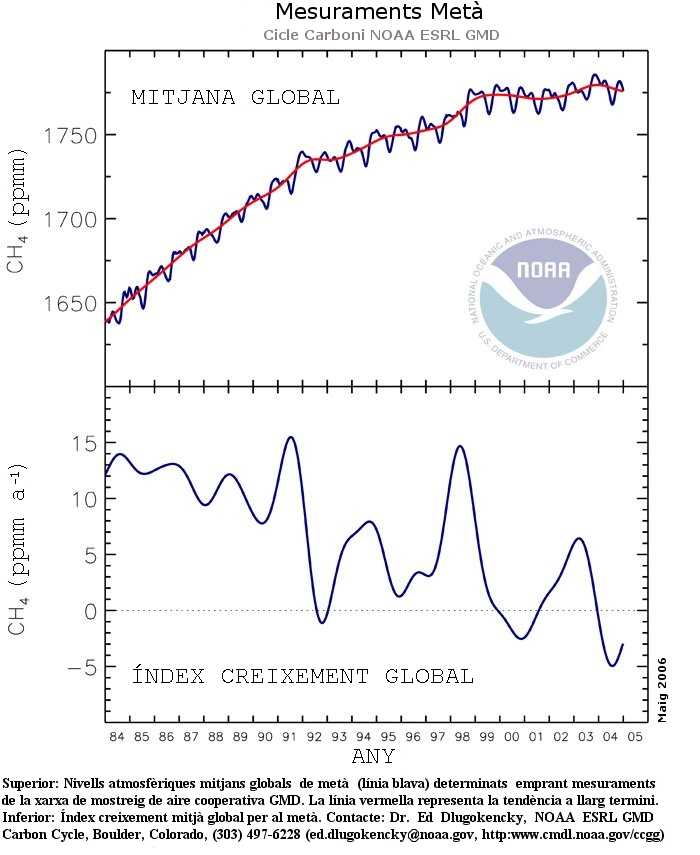
Concentracions mitjanes de metà globals (NOAA)

Gairebé la meitat de l'emissió total és deguda a l'activitat humana. Les plantes (p. ex. els boscs) han sigut recentment identificades com una important font de metà. Un article recent ha calculat unes emissions anuals de 62-236 milions de tones i que aquesta nova font pot tenir implicacions importants. Tanmateix, els autors també senyalen que els seus descobriments són preliminars respecte a la importància exacta d'aquesta emissió de metà.

### Alliberament sobtat dels clatrats de metà
A altes pressions com les que es troben al fons de l'oceà, el metà forma un clatrat sòlid amb l'aigua, conegut com a hidrat de metà. La quantitat de metà que es troba atrapada amb aquesta forma en els sediments oceànics és desconeguda però possiblement és molt gran, de l'ordre del bilió de tones.
La hipòtesi del "fusell de clatrats" és una teoria que suggereix que si l'escalfament global produeix un augment de la temperatura suficient d'aquests dipòsits, tot aquest metà es podria alliberar sobtadament a l'atmosfera. Com que el metà és vint-i-tres vegades més potent (per al mateix pes, en un període de 100 anys) que el diòxid de carboni com a gas hivernacle, s'amplificaria de manera immensa l'efecte d'hivernacle, escalfant la Terra fins a nivells imprecedents. Aquesta teoria serviria també per explicar la causa d'esdeveniments de ràpid escalfament global en el passat llunyà de la Terra, com el màxim tèrmic del Paleocè-Eocè de fa 55 milions d'anys.

### Emissió de metà des de torberes maltractades
Encara que siguin menys dramàtiques que les dels clatrats, les emissions de metà per part de les torberes mentre el pergelisòl es fon és un altre efecte que contribueix a l'augment del metà atmosfèric. Encara que els registres del pergelisòl són limitats, en anys recents (1999 i 2001) s'han batut els rècords de desgel al pergelisòl a Alaska i Sibèria. Les mesures recents a Sibèria també mostren que el metà alliberat és cinc vegades més gran que les estimacions prèvies. En temps normals, les torberes i les aiguamolls tenen un paper important en fixar grans quantitats metà i CO₂. La seva sobreexplotació —com a combustible o com terra en l'horticultura— així com el drenatge són una altra font d'emissions antropògens.

### Mecanismes d'eliminació
El principal mecanisme d'eliminació de metà de l'atmosfera és mitjançant la reacció amb el radical hidroxil, el qual es forma pel bombardeig dels raigs còsmics sobre les molècules de vapor d'aigua.
CH
4 + ·OH → ·CH
3 + H
2O
Aquesta reacció a la troposfera dona al metà una vida de 9,6 anys. Dos embornals més són el sòl (160 anys de vida) i la pèrdua estratosfèrica per la reacció amb les espècies químiques ·OH, Cl i O(¹D) a l'estratosfera (120 anys vida), donant lloc a una vida neta de 8,4 anys.

## El metà a Mart
La presència demostrada de metà a Mart constitueix encara un misteri i és un possible signe de vida a Mart. La variació estacional d'aquest gas en l'atmosfera marciana suggereix que hi ha una font activa d'origen geològic o biològic.
Syrtis Major és una de les regions del planeta roig on s'origina el metà. El metà a Mart es va descobrir l'any 2003 i apareix en l'atmosfera marciana en una proporció de 10 parts per 1000 milions dins una atmosfera que en un 95% és de diòxid de carboni. La sonda europea Mars Express va confirmar la presència permanent de metà que donada la degradació fotoquímica que pateix només es pot explicar si hi ha una font renovable d'aquest gas.
L'origen del metà marcià pot ser geològic (volcànic, però tanmateix no hi ha evidències de volcans superficials) o biològic. En aquest segon cas haurien de ser microbis anaerobis que potser podrien viure sota la superfície en una possible aigua líquida.
Segons va publicar la revista Science el gener de 2009, s'han emprat detectors d'infrarojos des de telescopis terrestres i s'ha pogut observar l'evolució del metà al llarg de tres anys marcians (equivalents a 7 anys terrestres) i s'ha vist que el metà mostra variacions en el temps i acumulació en certes regions. Concretament s'ha vist que la font principal en contenia 19.000 tones amb una emissió per segon de 600 grams. La vida mitjana del metà a Mart és molt curta, de quatre anys terrestres, i potser el degraden oxidants presents en la pols flotant.
Una hipòtesi apunta a la presència de microbis sota el gel marcià, on la radiació podria produir hidrogen a partir d'aigua líquida i el CO₂ proporcionar el carboni per a fer el metà. El proper rover marcià, MSL, estarà equipat amb sistemes per a mesurar metà i determinar quin isòtop de carboni conté. En cas de tractar-se de carboni-12, seria biològic.